# Prosopophorella buccata
Prosopophorella buccata är en tvåvingeart som först beskrevs av Meijere 1910.  Prosopophorella buccata ingår i släktet Prosopophorella och familjen lövflugor. Inga underarter finns listade i Catalogue of Life.